# Cyrtopodion montiumsalsorum
Cyrtopodion montiumsalsorum es una especie de gecos de la familia Gekkonidae.

## Distribución geográfica yhábitat
Es endémica de unos montanos en el centro-norte de Pakistán.